# Municipio de Perry (condado de Lincoln)
El municipio de Perry (en inglés: Perry Township) es un municipio ubicado en el condado de Lincoln en el estado estadounidense de Dakota del Sur. En el año 2010 tenía una población de 853 habitantes y una densidad poblacional de 9,49 personas por km².

## Geografía
El municipio de Perry se encuentra ubicado en las coordenadas 43°23′38″N 96°51′29″O / 43.39389, -96.85806. Según la Oficina del Censo de los Estados Unidos, el municipio tiene una superficie total de 89.9 km², de la cual 89,88 km² corresponden a tierra firme y (0,02 %) 0,02 km² es agua.

## Demografía
Según el censo de 2010, había 853 personas residiendo en el municipio de Perry. La densidad de población era de 9,49 hab./km². De los 853 habitantes, el municipio de Perry estaba compuesto por el 98,83 % blancos, el 0,35 % eran afroamericanos, el 0,12 % eran asiáticos y el 0,7 % eran de una mezcla de razas. Del total de la población el 1,41 % eran hispanos o latinos de cualquier raza.